# Park Eun-bin
Park Eun-bin (박은빈?, Bak Eun-binLR; Seul, 4 settembre 1992) è un'attrice sudcoreana.
È nota soprattutto per i ruoli da protagonista nelle serie televisive Hello, My Twenties! (2016-2017), Stove League (2019-2020), L'affetto reale (2021), Avvocata Woo (2022) e Castaway Diva (2023).
Ha ottenuto visibilità internazionale per la sua interpretazione del personaggio principale in Avvocata Woo.

## Biografia
Park ha debuttato come modella bambina nel 1996 e, dopo aver iniziato a recitare all'età di cinque anni, ha partecipato a numerose serie televisive, interpretando spesso i personaggi in età giovanile. Ha ottenenuto nel 2012 il suo primo ruolo da protagonista nel drama romantico Propose daejakjeon.
Successivamente ha continuato a interpretare ruoli secondari fino a ottenere riconoscimento nel 2016 per la serie corale giovanile Hello, My Twenties!, incentrata su un gruppo di giovani donne ventenni, e per il suo sequel nel 2017. Nello stesso anno è stata poi scelta per il drama legale Ipan, sapan, seguito dal thriller horror Oneur-ui tamjeong nel 2018.
Nel 2019-2020 ha recitato nella popolare serie drammatica sportiva Stove League accanto a Namkoong Min, interpretando il ruolo di manager operativo di una squadra di baseball in difficoltà. Successivamente, è stata scelta per interpretare un'aspirante violinista nella serie romantica a tema musicale Brahms-reul joh-ahase-yo?. Nonostante avesse già un po' di esperienza con il violino, ha dedicato tre mesi a praticare lo strumento per prepararsi al ruolo.
Nel 2021 ha interpretato il ruolo del principe ereditario Yi Hwi nella serie storica L'affetto reale, in cui dà vita alla protagonista, in abiti maschili, della storia.
Nel 2022 ha recitato in Avvocata Woo, interpretando il personaggio protagonista Woo Young-woo, un'avvocata nello spettro dell'autismo. La produzione della serie ha aspettato oltre un anno affinché Park partecipasse alla serie, dopo che lei avrebbe inizialmente rifiutato il ruolo perché "sentiva che la serie non era qualcosa da affrontare con leggerezza". Tuttavia, la sua interpretazione le ha fatto guadagnare l’apprezzamento sia della critica che del pubblico. La serie è stata un successo globale, rientrando tra le 10 serie TV non in lingua inglese più viste su Netflix per 21 settimane e raggiungendo la top ten in 57 paesi.
Nel 2024 è stata scelta per recitare nella commedia The Wonderfools di Netflix, serie su supereroi imperfetti, al fianco di Cha Eun-woo.
Nel 2025 ha interpretato Jeong Se-ok nel drama Hyper Knife, vestendo i panni di una brillante neurochirurga che effettua operazioni illegali dopo aver perso la licenza medica. La serie esplora il suo complesso rapporto con l'ex mentore, interpretato da Sul Kyung-gu.
Ha studiato psicologia e scienze della comunicazione presso la Sogang University.

## Filmografia

### Cinema
- Sonyeoui gido (소녀의 기도) (2000)
- Memories (메모리즈) (2002)
- Piano chineun daetonglyeong (피아노 치는 대통령), regia di Jeon Man-bae (2002)
- 1.3.6 sonagineun geuchyeossnayo (1.3.6 소나기는 그쳤나요?) – cortometraggio (2004)
- Nae namjaui lomaenseu (내 남자의 로맨스) (2004)
- Gosa dubeonjjae iyagi - Gyosaengsilseup (고死 두번째 이야기), regia di Yoo Sun-dong (2010)
- Eunmilhage widaehage (은밀하게 위대하게), regia di Jang Cheol-soo (2013)
- Manyeo: Part 2. The Other One (마녀(魔女) Part2. The Other One?, ManyeoLR), regia di Park Hoon-jung (2022)
- 1947 Boston (1947 보스톤?), regia di Kang Je-gyu (2023)

### Televisione
- Baekya 3.98 (백야 3.98) – serie TV (1998)
- Dodugui ttal (도둑의 딸) – serie TV (2000)
- Myeongseong hwanghu (명성황후) – serie TV (2001)
- Sangdo (상도) – serie TV (2001)
- Suhocheonsa (수호천사) – serie TV (2001)
- Yurigudu (유리구두) – serie TV (2002)
- Nae sarang Pattzi (내 사랑 팥쥐) – serie TV (2002)
- Mu-insidae (무인시대) – serie TV (2003)
- Wipungdangdang geunyeo (위풍당당 그녀) – serie TV (2003)
- Wangui yeoja (왕의 여자) – serie TV (2003)
- Yurihwa (유리화) – serie TV (2004)
- Haehoo (해후) – serie TV (2005)
- Hong Kong Express (홍콩 익스프레스) – serie TV (2005)
- Buhwal (부활) – serie TV (2005)
- Seoul 1945 (서울 1945) – serie TV (2006)
- Nuna (누나) – serie TV (2006)
- Gangnam eomma ttalajabgi (강남엄마 따라잡기) – serie TV (2007)
- Tae-wangsasin-gi (태왕사신기) – serie TV, 3 episodi (2007)
- Lobbyist (로비스트) – serie TV (2007)
- Cheonchu taehu (천추태후) – serie TV (2008)
- Seondeok yeo-wang (선덕여왕) – serie TV, 5 episodi (2009)
- Dream High (드림하이) – serie TV, episodio 16 (2011)
- Gyebaek (계백) – serie TV (2011)
- Propose daejakjeon (프러포즈 대작전) – serie TV, 16 episodi (2012)
- Guam Heo Jun (구암 허준) – serie TV, 135 episodi (2013)
- Bimir-ui mun (비밀의 문) – serie TV, 24 episodi (2014)
- Choco Bank (초코뱅크) – webserie (2016)
- Ttanttara (딴따라) – serie TV, episodio 18 (2016)
- Hello, My Twenties! (청춘시대) – serie TV (2016-2017)
- Abeonim jaega mosilge-yo (아버님 제가 모실게요) – serie TV (2016-2017)
- Ipan, sapan (이판, 사판?) – serie TV (2017-2018)
- Oneur-ui tamjeong (오늘의 탐정) – serie TV (2018)
- Stove League (스토브리그) – serie TV (2019-2020)
- Brahms-reul joh-ahase-yo? (브람스를 좋아하세요??, Beuramseureul joh-ahase-yo?LR) – serie TV (2020)
- L'affetto reale (연모) – serie TV (2021)
- Avvocata Woo (이상한 변호사 우영우) – serie TV (2022)
- Castaway Diva (무인도의 디바?, Mu-indo-ui dibaLR) – serie TV (2023)

## Riconoscimenti
- KBS Drama Awards
  - 2009 – Miglior giovane attrice per Cheonchu taehu
- MBC Drama Awards
  - 2013 – Candidatura come Miglior nuova attrice per Guam Heo-joon
- SBS Drama Awards
  - 2007 – Candidatura come Miglior giovane attrice per Gangnam eomma ttalajabgi
  - 2014 – Candidatura come Premio miglior coppia (con Lee Je-hoon) per Bimir-ui mun
- Baeksang Arts Award
  - 2022 – Candidatura come Miglior attrice (televisione) per L'affetto reale
  - 2023 – Candidatura come Miglior attrice (televisione) per Avvocata Woo
  - 2023 – Gran Premio (televisione) per Avvocata Woo
- Seoul International Drama Award
  - 2023 – Premio Outstanding Asian Star per Avvocata Woo[14][15]
- APAN Star Awards
  - 2022 – Premio Popular Star Award (attrice) per Avvocata Woo

## Doppiatrici italiane
Nelle versioni in italiano dei suoi film, Park Eun-bin è stata doppiata da:
- Benedetta Ponticelli in Dream High.